# Cripta de San Girons
La cripta de San Girons (en francés Crypte de Saint-Girons), joya del arte románico francés, se sitúa en Hagetmau, comuna del departamento francés de las Landas. La cripta es todo lo que se conserva de la iglesia de una antigua abadía actualmente desaparecida.
La cripta de San Girons fue clasificada como monumento histórico de Francia por la lista de 1862.

## Historia
La abadía fue edificada en el siglo IV, a orillas del Louts, afluente del Adur, en el lugar del martirio de San Girons, evangelizador de la provincia romana de Novempopulania. Su creación se remontaría a la época de Carlomagno, pero no hay indicios de una comunidad religiosa hasta el siglo XII cuando se registra en las donaciones hechas al capítulo de Lescar.[cita requerida]. La iglesia, dañada durante la Guerra de los Cien Años y durante las guerras de religión, fue totalmente destruida en 1904, salvándose únicamente la cripta.

## Descripción
La bóveda, restaurada, está soportada por columnas coronadas por capiteles tallados con motivos bíblicos, mitológicos o vegetales y cimacios ornamentados. La escena de «El rico epulón y el pobre Lázaro» evoca el castigo de la avaricia.  Las cuatro columnas centrales son de mármol rojo y negro, procedentes de un edificio galo-romano anterior.
Las escenas religiosas estaban destinadas a los fieles y peregrinos que se dirigían a Santiago de Compostela ya que la parroquia jugaba, en la Edad Media, un importante papel como etapa de la vía Lemovicensis.